# Arsène Lupin (film din 2004)
Arsène Lupin este un film din 2004 regizat de Jean-Paul Salomé și inspirat din operele literare ale lui Maurice Leblanc. El este o coproducție franco-hispano-italo-britanică. 
Acțiunea filmului urmărește viața lui Arsene Lupin, din copilărie și până la maturitate. În acest film, el se confruntă cu doi adversari, o societate secretă și Joséphine, contesă de Cagliostro, care intenționează să adune trei crucifixuri pentru a afla secretul unei comori fabuloase, pierdute de regii Franței. Dar planurile lui vor fi perturbate de pasiunea sa oarbă pentru Joséphine, care pare a fi nemuritoare și folosește un medicament hipnotic pentru a-i subjuga pe oameni după voia sa.
Filmul face referire la multe dintre clasicele povestiri cu Arsene Lupin ale lui Maurice Leblanc, inclusiv "L'Arrestation d'Arsène Lupin", "Le Collier de la reine", "Sherlock Holmès arrive trop tard", 813 și Contesa de Cagliostro. Unele dintre aceste referiri sunt mai directe și mai complete decât altele.

## Rezumat
Acțiunea începe în Franța anului 1882, la începutul perioadei Belle Époque. Micul Arsène Lupin locuiește cu părinții săi într-un castel din Normandia, care aparținea mătușii sale. Tatăl său, Théophraste, care lucra pentru stăpânul castelului, ducele de Dreux-Soubise, ca instructor de savate, este acuzat de furt și urma să fie arestat, dar reușește să fugă. Arsene și mama lui sunt apoi dați afară din casă și descoperă pe drum un cadavru pe câmp. Având în vedere că mortul avea pe deget inelul lui Théophraste, Arsène crede că tatăl său a murit și i-a luat inelul cu el.
După 15 ani, Arsène Lupin a devenit un hoț priceput care fură bijuterii de la pasagerii aristocrați de pe pacheboturi. El este admirat de femei și nu este considerat un personaj negativ, ci un erou. După ce mama lui, pe care el nu o mai văzuse de mult, s-a îmbolnăvit, el se duce să o vadă și o găsește într-un spital pentru săraci, fiind cât pe ce să cadă într-o ambuscadă a poliției. Henriette Lupin distrage însă atenția autorităților cu discursul său plin de ură, dar moare după un atac de cord ulterior. O asistentă medicală neidentificat îl ajută pe Arsène să fugă; ea este de fapt verișoara sa, Clarisse. Prin intermediul ei, el ajunge, ca și tatăl său Théophraste, să lucreze ca instructor de arte marțiale la castelul părinților Clarissei, ducii de Dreux-Soubise.
Arsène este plin de ură la început, pentru că Dreux-Soubise i-a prigonit părinții, dar rămâne pentru că o iubește pe Clarisse. În timpul unei plimbări nocturne prin castel, el îl observă pe duce părăsind în grabă casa și îl urmărește. Dreux-Soubise plănuiește, împreună cu un grup de monarhiști conduși de ducele de Orléans, să realizeze o lovitură de stat împotriva guvernului republican. În acest plan un rol crucial joacă mai multe cruci de aur, pe care le râvnește și misterioasa contesă Joséphine de Cagliostro, considerată de mulți ca fiind o vrăjitoare nemuritoare și care are nevoie de cruci pentru propriile planuri. Aceasta este prinsă de monarhiști, condamnată la moarte și aruncată în mare, dar este salvată de Arsène înainte de a se îneca. Ea fuge la scurt timp după aceea. A doua zi, are loc  o ruptură între Lupin și Clarisse, care nu-l iartă pentru că l-a spionat pe tatăl ei. El părăsește a doua oară castelul, de data aceasta cu intenția deliberată de a nu se mai întoarce.
Căzut sub farmecele contesei, Arsène fură rând pe rând cele trei crucifixuri, cu Joséphine în calitate de parteneră și amantă. Tânărul hoț virtuos își multiplică loviturile difile: atac asupra unui tren care merge cu viteză maximă, acrobații pe acoperișurile Muzeului Luvru, zbor spectaculos la catedrala din Rouen. Aflat la Paris, Arsène află că cele trei crucifixuri arată calea spre o comoară mare, ascunsă de regina Maria Antoaneta. În încercarea de a fura crucifixul aflat la Luvru, Lupin se confruntă cu Beaumagnan, partener al monarhiștilor, care râvnește și el comoara. Beaumagnan îi arată lui Arsène că Joséphine apare în mai multe tablouri din epoci diferite, avertizându-l că aceasta își urmărește doar propriul interes și va scăpa de aliați după atingerea scopurilor sale. În plus, el îi spune că contesa și un complice se află în spatele morții tatălui său.
Urmează apoi un joc de-a șoarecele și pisica, în care toate părțile încearcă să se păcălească reciproc, dar Arsène reunește în cele din urmă toate informațiile: crucifixele conduc la un loc ascuns, comoara regilor Franței. Joséphine însăși este descendenta unui alchimist, care cunoaște secretul unui elixir al tinereții cunoscut de secole și este de un secol în căutarea comorii. Ea este, de asemenea, în posesia unei colier, care-i aparținuse odinioară lui Dreux-Soubise și care fusese furat mai demult de copilul Arsène pentru tatăl său. În timp ce Lupin bănuiește că Joséphine îi ucisese tatăl, Beaumagnan își dezvăluie identitatea la scurt timp după aceea, la o recepție organizată de ducele de Orléans: el-însuși este Théophraste Lupin, care și-a înscenat propria moarte, în scopul de a-i spiona pe monarhiști, în calitate de agent al guvernului francez. Cu toate acestea, el a căzut mai târziu (ca și fiul său) sub farmecele Joséphinei și a devenit mâna ei dreaptă.
Când Lupin o întâlnește din nou pe Clarisse, ea îi spune că este însărcinată. Monarhiștii o iau pe Joséphine ca ostatică pentru ca Arsène să aducă cele trei crucifixuri, dar ea îi ucide pe monarhiști cu o bombă. Arsène cade sub vraja ei din nou, dar contesa o răpește pe Clarisse din gelozie și pune o bombă pe nava lor. Lupin îi întemnițează pe Joséphine și pe Beaumagnan și fuge în ultimul moment cu Clarisse de pe barca ce explodează. La scurtă vreme, Arsène ajunge pe frânghii la ascunzătoarea comorii: ea se află în stânca de la Étretat. Aici are loc lupta finală cu Beaumagnan, care încearcă să-și ucidă fiul, dar cade de pe stâncă în mare.
La câtva timp după acele evenimente, lucrurile par să fi revenit la normal. Arsène și Clarisse s-au căsătorit și au un fiu pe nume Jean. Dar în timp ce hoțul este din nou într-unul dintre raidurile sale nocturne, Joséphine pătrunde în locuința lui, îi răpește fiul său și o ucide pe Clarisse. Disperat, Arsène intenționează să se sinucidă, dar renunță în cele din urmă și își reia viața de spărgător.
În anul 1913 el se află iarăși la Paris, unde sosise într-o vizită de stat moștenitorul tronului austriac. El o vede din nou pe Joséphine, care pare să nu fi îmbătrânit nici măcar cu o zi și vrea să provoace un atac cu bombă asupra arhiducelui prin intermediul unui tânăr. Arsène intervine și recunoaște, spre oroarea lui, că ajutorul Joséphinei este fiul său, acum adult. Lupin reușește în cele din urmă să facă bomba să explodeze, astfel încât nimeni să nu fie rănit. În haosul general, toți complotiștii dispar. Filmul se încheie cu o scenă dramatică în care Arsène și Joséphine se privesc în ochi, știind că lupta lor (chiar și cu fiul lui Lupin) nu este încă terminată.

## Distribuție
| - Romain Duris - Arsène Lupin/vicontele Raoul d'Andrézy/prințul Paul Sernine - Kristin Scott Thomas - Joséphine, contesă de Cagliostro - Pascal Greggory - Beaumagnan - Eva Green - Clarisse de Dreux-Soubise - Robin Renucci - Ducele de Dreux-Soubise - Patrick Toomey - Léonard - Mathieu Carrière - Ducele d'Orléans - Philippe Magnan - Bonnetot - Philippe Lemaire - Cardinalul d'Etigues - Marie Bunel - Henriette d'Andrésy - Aurélien Wiik - Jean Lupin - Gérard Chaillou - Kesselbach - Françoise Lépine - Ducesa de Dreux-Soubise - Jessica Boyde - femeia cu diamante - Guillaume Huet - Arsène Lupin copil - Adèle Csech - Clarisse copil - Xavier Beauvois - medicul - Philippe Laudenbach - prefectul - Gérard Chaillou - dl. Kasselbach - Alain Figlarz - apașul | - Nicky Naude - Théophraste Lupin, tatăl lui Arsène - Christophe Laubion - brigadierul - Eric Vanzetta - primul jandarm (sub numele de "Vanzetta") - Hervé Falloux - le maître d'hôtel - Sonia Dufeu - subreta - Alain Cauchi - căpitanul pachebotului - Laurent Besançon - secundul de pe pachebot - Rémy Roubakha - jandarmul de la spital - Michel Dourienne - preotul - Valérie Decobert - actrița lui Ttain - Simon Delétang - crupierul - Stéphane Foenkinos - muzeograful - François Monnié - paznicul de la muzeu - Arthur Dupont - vânzătorul de ziare - Gaëlle Vincent - metisa - Jean-François Gallotte - majordomul - Pierre Aussedat - Louis Desfontaines - Anne Suarez - Eglantine - Laurent Cotillard - marinarul - Jérémie Golfier - un trecător |

## Trivia
- „Arsene Lupin“ a fost unul dintre ultimele filme ale lui Philippe Lemaire. Interpretul rolului cardinalului a murit la câteva luni mai târziu.
- Pentru acest film au fost realizate circa 500 de costume, inclusiv 20 pentru Duris.
- Utilizarea turnului de la Ètretat ca o peșteră a comorii este o referire iscusită la personajul literar Lupin. În povestiri, Arsene utilizează respectivul turnul gol ca adăpost și ascunzătoare pentru diferite lucrări de artă. În film, acest lucru este sugerat mai târziu în parte, ceea ce dă o explicație inovatoare a faptului că Lupin a ajuns la ascunzătoare.

## Premii
- Premiile César 2005: Nominalizare la premiul pentru cele mai bune costume (Pierre-Jean Larroque)